# Горбань Валерій Іванович
Горбань Валерій Іванович (6 лютого 1973, Київ, Українська Радянська Соціалістична Республіка, нині Україна) – український ралійний перегонник, майстер спорту міжнародного класу України, дворазовий абсолютний чемпіон України з ралі, абсолютний чемпіон Естонії, Латвії та Литви з ралі, бронзовий призер чемпіонату світу з ралі в заліку Production WRC, пілот та керівник ралійної команди Eurolamp WRT.
Валерій Горбань є рекордсменом серед українських ралістів за кількістю стартів (з 1992 року): в період з 2002 по 2022 роки він взяв участь у 205 змаганнях національного та міжнародного рівнів.
Екіпаж Валерія Горбаня та Євгена Леонова є власником рекорду серед українських екіпажів за кількістю перегонів проведених разом – в період з 2003 по 2011 роки спортсмени здійснили 86 спільних стартів.

## Виступи в чемпіонаті України з ралі

### 2002–2007: MacCoffee Rally Team
Кар'єра Валерія Горбаня – один з небагатьох прикладів того, яких результатів можна досягти, якщо прийти до автоспорту в зрілому віці. Вперше в житті Валерій сів за кермо спортивного автомобіля у 2002 році, у віці 29 років, будучи при цьому відомим бізнесменом, засновником та керівником перегонної команди MacCoffee Rally Team. Протягом сезону 2002 в чемпіонаті України з ралі кольори команди захищали Олександр Салюк-старший та Олександр Салюк-молодший; Горбань приєднався до них, як третій пілот, лише на фінальному етапі чемпіонату в Херсоні.
Але вже наступного, 2003 року, Валерій Горбань та його штурман Євген Леонов в складі MacCoffee Rally Team проводять повний чемпіонат України з ралі на автомобілі Lada 2112 Super 1600. Вигравши п'ять перегонів з шести можливих, екіпаж стає чемпіоном в класі А9, а MacCoffee вдруге поспіль перемагає у командному заліку.

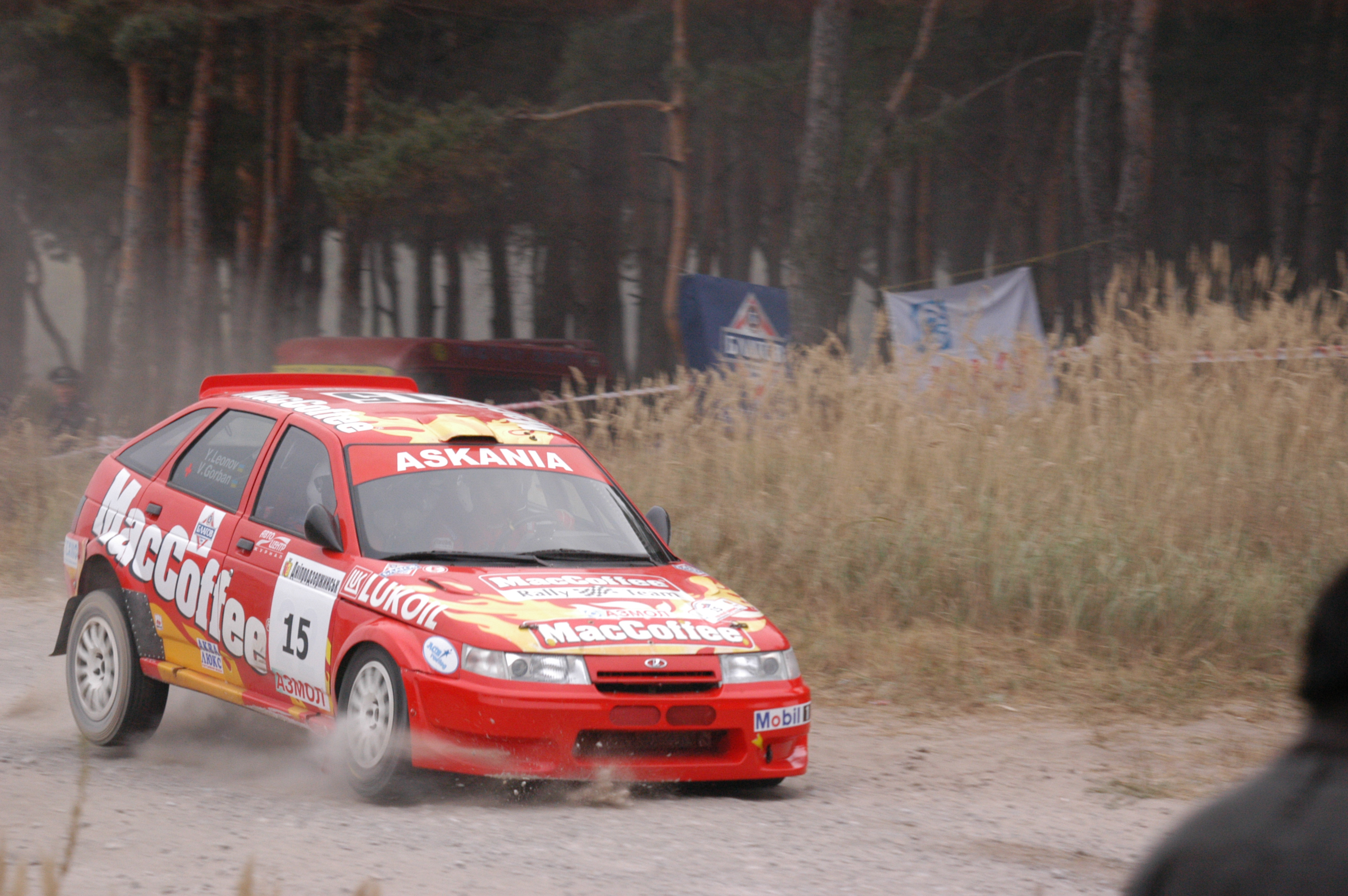
Валерій Горбань та Євген Леонов на ралі «Дніпро», Дніпродзержинськ, 2005 рік

Втім, з наступного року, через певні зміни в регламенті чемпіонату, партнери по команді, Олександр Салюк-молодший та Валерій Горбань, які виступають на однакових автомобілях, стають суперниками по класу А7. Внаслідок цього чемпіонати 2004 і 2005 років стають дуелями двох найшвидших пілотів моноприводу, які закінчуються «бойовою нічиєю»: 2004 року чемпіоном України в класі А7 стає Салюк, а 2005 – Горбань. А наступного року обидва пілоти синхронно пересідають на техніку більш високого класу – повнопривідні Mitsubishi Lancer Evolution.
В сезоні 2006 року Валерій Горбань впевнено входить до кола лідерів українського ралі. Подіуми на ралі «Чумацький Шлях» та «Золота Осінь Карпат» дозволили пілотові посісти за підсумками сезону шосте місце в абсолютному заліку чемпіонату. Досягнення могло би бути й вищим, однак результат Горбаня на ралі «Трембіта» було анульовано через невідповідність його автомобіля карті омологації.
Наступний сезон для Горбаня певною мірою стає експериментальним – понад половину перегонів він проводить на незвичній для себе Subaru Impreza, яку побудовано київським гонщиком та інженером Андрієм Александровим. Результати пілота не падають – він знову фінішує на подіумі в ралі «Чумацький Шлях», «Трембіта» та «Галіція» та за підсумками сезону входить до топ-п'ятірки найшвидших учасників чемпіонату України. Однак після трагічної загибелі Александрова на болгарському ралі «Слівен» Горбань повертається до автомобілів Mitsubishi Lancer, які в змозі обслуговувати його власна команда.

### 2008: Prime Rally Team
Сезон 2008 року починається для Валерія та його команди зі зміни іміджу – борти машин прикрашає логотип нового титульного спонсора, алкогольного бренду Prime. За дивним збігом, цей сезон стає найгіршим в кар'єрі Горбаня – йому лише двічі вдається фінішувати в гонках чемпіонату України, жодного разу не побувавши при цьому на подіумі. Невдало йдуть справи й у команди – вперше в своїй історії вона опускається на третє місце в заліку колективів. Наприкінці року співробітництво зі спонсором припиняється, і в новий сезон кияни входять під новим брендом.

### 2009–2013: Mentos Ascania Racing
У 2009 році в назві команди Горбаня вперше з'являється ім'я його основної компанії – Ascania. Сезон 2009 року не став проривом нагору, хоча й приніс пілотові перший за два роки подіум на ралі «Буковина», а очолювана ним команда повернулась на верхівку турнірної таблиці. А от 2010 рік вийшов набагато успішнішим.

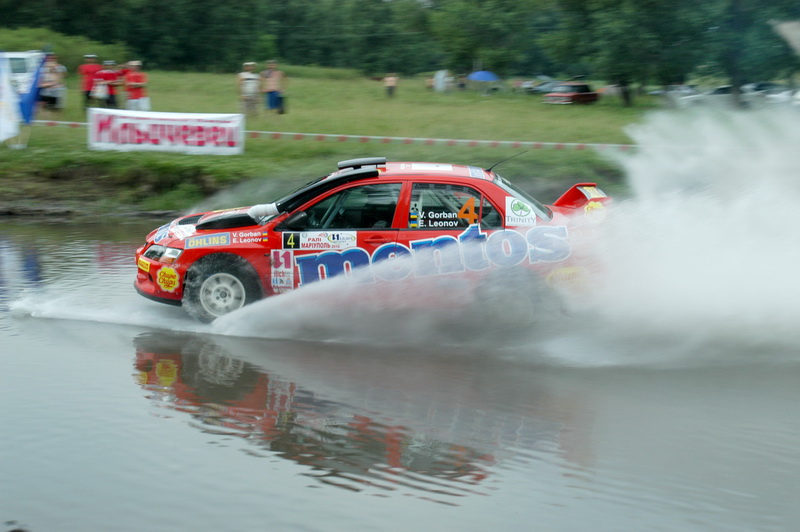
Валерій Горбань та Євген Леонов на ралі «Маріуполь», 2010 рік

Вже з перших гонок стає ясно, що Горбань серйозно додав у швидкості, доказом чого стали перемоги в ралі «Чумацький Шлях», «Львівський стандарт», «Александров Ралі» та «Алушта». І хоча у вирішальному перегоні, ралі «Ялта», абсолютне чемпіонство знову переходить до Салюка-молодшого, сезон для Горбаня закінчується на мажорній ноті: виграно Кубок України з ралі, в чемпіонаті завойовано «срібло», а команда знов стає першою серед колективів.
Довгоочікувана чемпіонська корона дістається Валерію наступного року, в 2011-му, причому відбувається це не без певної допомоги Фортуни. Після першого перегону, який пройшов в Херсоні, напарник Горбаня та його головний конкурент, Олександр Салюк-молодший, граючи в сквош, ламає ключицю та пропускає два перегони чемпіонату. Таким чином, основним суперником Валерія в чемпіонаті стає одесит Юрій Кочмар – але й він за збігом обставин змушений пропустити один (фінальний) етап чемпіонату. Все це дало привід недоброзичливцям Горбаня називати його чемпіонство випадковим, попри переконливу перемогу в ралі «Київська Русь» та призові місця в ралі «Чумацький Шлях» та «Алушта».
Перебуваючи в статусі діючого чемпіона України, Горбань розпочав сезон 2012 року з подіумів на ралі «Галіція» та «Маріуполь», та в середині сезону йшов в рівень з Олександром Салюком, який на той час вже пішов з команди. Втім, технічні проблеми на етапах в Ялті та Херсоні призвели до того, що Валерій не тільки поступився Олександрові титулом, але й опустився на третю сходинку підсумкового протоколу. При цьому Горбань та «срібний» призер чемпіонату Микола Чмих-молодший набрали однакову кількість очок, після чого місця було розподілено за додатковими показниками.
Сезон 2013 року став яскравим реваншем Горбаня в чемпіонській боротьбі. На початку сезону обидва фаворити пересідають на автомобілі більш високого класу: Горбань на MINI John Cooper Works RRC, Салюк – на Ford Fiesta R5. Валерій виграє «Чумацький Шлях» та «Галіцію», тоді як на рахунку Олександра лишаються перемоги в «Александров Ралі» та ралі «Ялта». Все вирішується на останньому перегоні, ралі «Трембіта» – і тут Салюк припускається помилки та сходить з траси на першій спецділянці, а Горбань вдруге за кар'єру стає абсолютним чемпіоном України.
Після цього успіху, знаходячись у чудовій формі, Валерій Горбань на декілька років припиняє свої виступи в Україні, повністю концентруючись на стартах в чемпіонаті світу.

### 2014–: Eurolamp WRT
В 2014 році команда вчергове змінює назву на Eurolamp World Rally Team, внаслідок чого MINI John Cooper Works RRC отримує основний яскраво-зелений колір з червоною смугою вздовж борту. Згідно назви, команда переважно виступає в чемпіонаті світу, з'являючись на домашніх трасах лише епізодично – двічі в 2016 році (ралі «Стара Фортеця» та «Чумацький Шлях») та один раз в 2019 році (ралі «Фортеця»). Всі ці старти закінчуються перемогами, але в загальну класифікацію чемпіонатів Горбань не потрапляє через недостатню кількість стартів. 
Ситуацію змінює 2020 рік, коли обмеження, викликані пандемією COVID-19, фактично лишають українську команду можливості виступати за кордоном. Задля збереження спортивної форми, Валерій Горбань та його новий штурман Сергій Ларенс беруть участь в чемпіонаті України поза заліком, оскільки діючий регламент не дозволяє автомобілям класу WRC набирати очки в залік чемпіонату. В результаті Горбань, здобувши перемоги в чотирьох перегонах з п'яти, не отримує класифікації в підсумковому заліку чемпіонату України з ралі. 
Паралельно екіпаж стартує також в чемпіонаті України з міні-ралі, також відомому як Кубок Лиманів. Оскільки регламент даного турніру дозволяє автомобілям WRC набирати очки на загальних засадах, Горбань досягає максимального результату – три перемоги в чотирьох етапах серії приносять йому титул чемпіона України з міні-ралі. 
Сезон 2021 року Валерій Горбань знов розпочинає в Україні з перемоги на ралі «Чумацький Шлях». Втім, коли згодом карантинні обмеження скасовуються, киянин знов повністю присвячує себе виступам за кордоном.

## Виступи в чемпіонаті світу з ралі
Вперше на етапі чемпіонату світу Валерій Горбань стартував влітку 2009 року. Перша спроба виявилась доволі успішною — киянин посів третє місце в заліку класу N4 на ралі Польщі. Втім, повноцінну програму виступів в світовій першості було розгорнуто лише за два роки, в 2011-му.

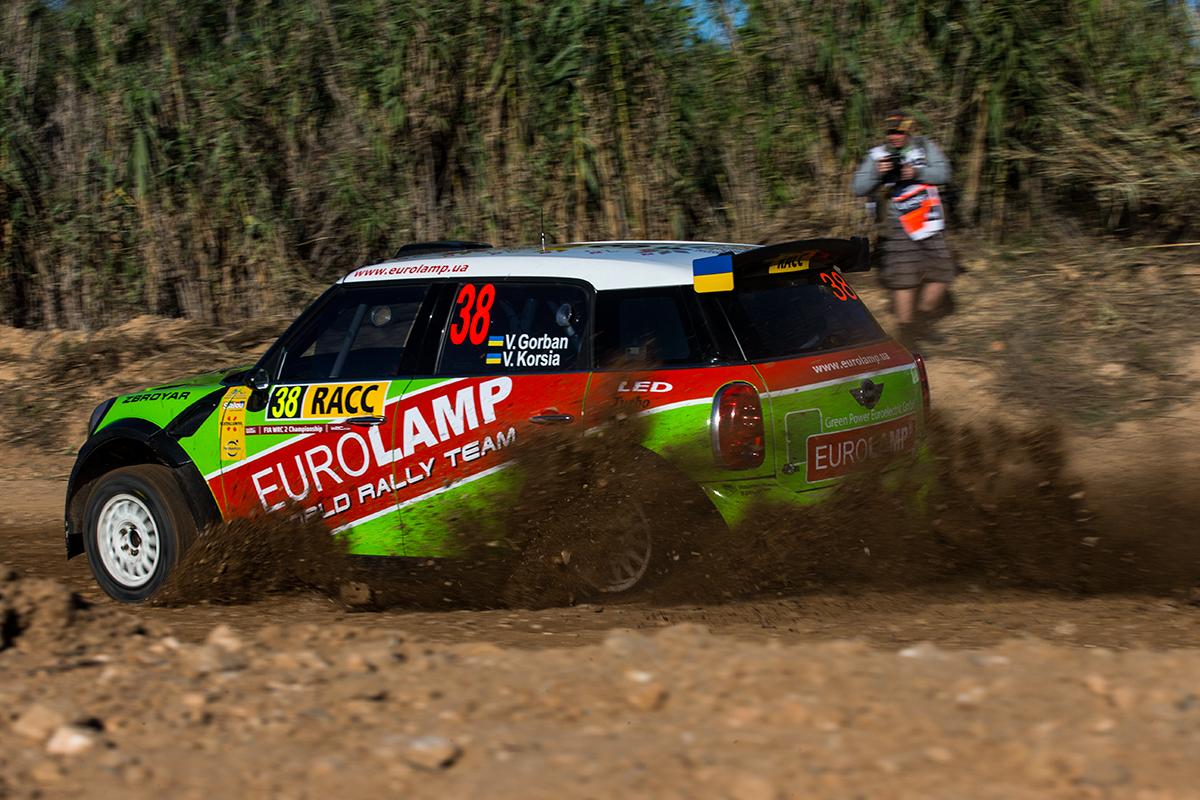
Валерій Горбань та Володимир Корся на ралі Іспанії, 2014 рік

Команда Mentos Ascania Racing вийшла на старт ЧМ-2011 трьома екіпажами, першими пілотами яких були Валерій Горбань, Олександр Салюк-молодший та Олексій Кікірешко. Всі троє брали участь в заліку Production WRC, в рамках якого стартували в шести етапах серії. Горбань розпочав сезон впевнено — з четвертого місця в Швеції та п'ятого в Португалії, втім згодом результати дещо погіршились. Лише раз, в Австралії, Валерію вдалося знов дістатися п'ятого місця. Втім, і при цьому Горбань став найкращим з представників команди в цьому розіграші чемпіонату, посівши за його підсумками 8-му позицію в заліку PWRC.
Суттєво кращим стає для Валерія наступний сезон, в ході якого він також взяв участь в шести етапах Production WRC. Першу ж гонку в Аргентині екіпаж Валерія Горбаня та Андрія Ніколаєва піднявся на подіум, а за кілька тижнів в Греції зумів отримати свою першу перемогу на етапі чемпіонату світу. Протягом сезону до цього додалися третє місце в Італії та два четвертих в Новій Зеландії та Іспанії, що в підсумку дозволило екіпажу першим серед українських спортсменів стати бронзовими призерами чемпіонату світу з ралі.
Починаючи з 2013 року Валерій пересідає на техніку більш високого класу, автомобіль MINI John Cooper Works RRC, беручи, таким чином, участь в заліку тільки-но сформованого класу WRC2. Суттєво вищий рівень конкуренції плюс необхідний період адаптації до нового автомобіля не дозволяє Валерію Горбаню та його новому штурману Володимиру Корсі демонструвати такі ж високі результати, як раніше. Найвищим досягненням цього року стає 7-ме місце в заліку WRC2 на ралі Уельсу. Значно краще складається наступний сезон, коли поступове взаємне порозуміння з технікою призводить до 100% фінішів в усіх семи залікових етапах. Лише однієї позиції не вистачило Горбаню до подіуму на ралі Польщі; в підсумку ж екіпаж посідає 10-е місце за підсумками 2014 року в заліку WRC2. 
2015 рік почався з довгоочікуваного подіуму: екіпаж Горбаня та Корсі посів третє місце в заліку WRC2 на ралі Швеції. Втім, наступні етапи стали суцільним розчаруванням: в 6 перегонах вдалося фінішувати лише тричі. Єдине, що можна записати в актив – це 5 виграних спецділянок в заліку WRC2. За підсумками сезону Валерій Горбань з 20 заліковими балами зайняв лише 19 місце в своїй заліковій категорії. 
Зміна технічного регламенту чемпіонату світу в 2016 році призвела до того, що автомобіль MINI JCW в специфікації RRC ставав неконкурентоздатним порівняно з технікою класу R5. З цієї причини Eurolamp WRT проводить апгрейд техніки, готуючи її згідно специфікації WRC, а Горбань ставить собі за мету потрапляння в першу десятку абсолютного заліку. Виконати це завдання вдалось лише одного разу, на ралі Мексики – в решті пергонів Горбань жодного разу не піднімався вище 15-ї позиції. Підсумком сезону стало 25-те й останнє місце в заліку WRC. 
2017 рік став роком чергових змін. Штурманом Валерія Горбаня став досвідчений естонець Сергій Ларенс, а новостворений екіпаж взяв участь в заліку WRC Trophy, де могли стартувати екіпажі на техніці класу RC1 попереднього покоління. Всупереч сподіванням, новий залік зацікавив не багатьох учасників – за підсумками сезону в ньому взяли участь лише шість екіпажів. В цій компанії Валерій Горбань отримав чотири перемоги на етапах і став в підсумку другим призером заліку WRC Trophy 2017. Однак фактична відсутність конкуренції призвела до того, що екіпаж вирішив припинити участь в змаганнях WRC Trophy на користь участі в національних чемпіонатах країн Балтії.

## Виступи в чемпіонатах Балтії з ралі
Перший старт Валерія Горбаня в Латвії відбувся ще 2005 року на ралі «Сарма»; з тих пір аж до 2017 року він з'являвся на балтійських трасах лише епізодично, переважно взимку. Але в 2018 році Eurolamp WRT приймає рішення взяти повноцінну участь в національних чемпіонатах Латвії та Естонії одночасно – не в останню чергу завдяки тому, що деякі етапи цих двох турнірів були суміщені в рамках спільних змагань. Таким чином, перемога на ралі «Алуксне» та призове місце на ралі «Сарма» з самого початку сезону зробили Горбаня лідером обох чемпіонатів. 
Завдяки кільком перемогам та 100-відсотковим фінішам в усіх змаганнях, де Горбань виходив на старт, українець підійшов до завершення сезону в якості головного претендента на обидва титули – але завдання ускладнювало те, що фінальні етапи чемпіонатів Латвії та Естонії проходили в один уїк-енд на різних трасах. Попри відстань між локаціями, команда ухвалила рішення взяти участь в обох змаганнях, відрядивши на обидві гонки по автомобілю з окремою бригадою механіків. В результаті екіпаж Горбаня та Ларенса здійснив те, що здавалось неймовірним: в суботу фінішував четвертим на фінальному етапі чемпіонату Естонії, ралі «Сааремаа», а в неділю завершив на другому місці фінальну гонку латвійського чемпіонату, ралі «Лієпая». Підсумком цього унікального уїк-енду стали найвищі титули в обох чемпіонатах. 
В 2019 році виступи в чемпіонатах Латвії та Естонії було продовжено, але цього року результати екіпажу дещо погіршились. Єдина перемога на ралі «Алуксне» та декілька призових місць протягом сезону змусили Валерія Горбаня змінити чемпіонську «одиничку» на «трійку» – саме з таким результатом завершились для нього обидва чемпіонати. Через пандемію COVID-19 сезон 2020 року був повністю проведений на домашніх трасах, а після відміни карантинних обмежень екіпаж повернувся до Балтії, щоби взяти участь в чемпіонати Литви з ралі. Цей задум також було реалізовано з максимальним результатом: здобувши перемогу в ралі «Рокішкіс» та чотири призові місця в решті змагань, Горбань додав до свого портфоліо титул чемпіона Литви. Таким чином, киянин став єдиним українським гонщиком, якому вдалося виграти ралійні чемпіонати всіх трьох країн Балтії. 
На початку 2022 року Валерій Горбань знов двічі фінішував на призових місцях в етапах чемпіонатів Естонії та Латвії, але через вторгнення Росії в Україну був змушений тимчасово припинити виступи в ралі.

## Кільцеві гонки

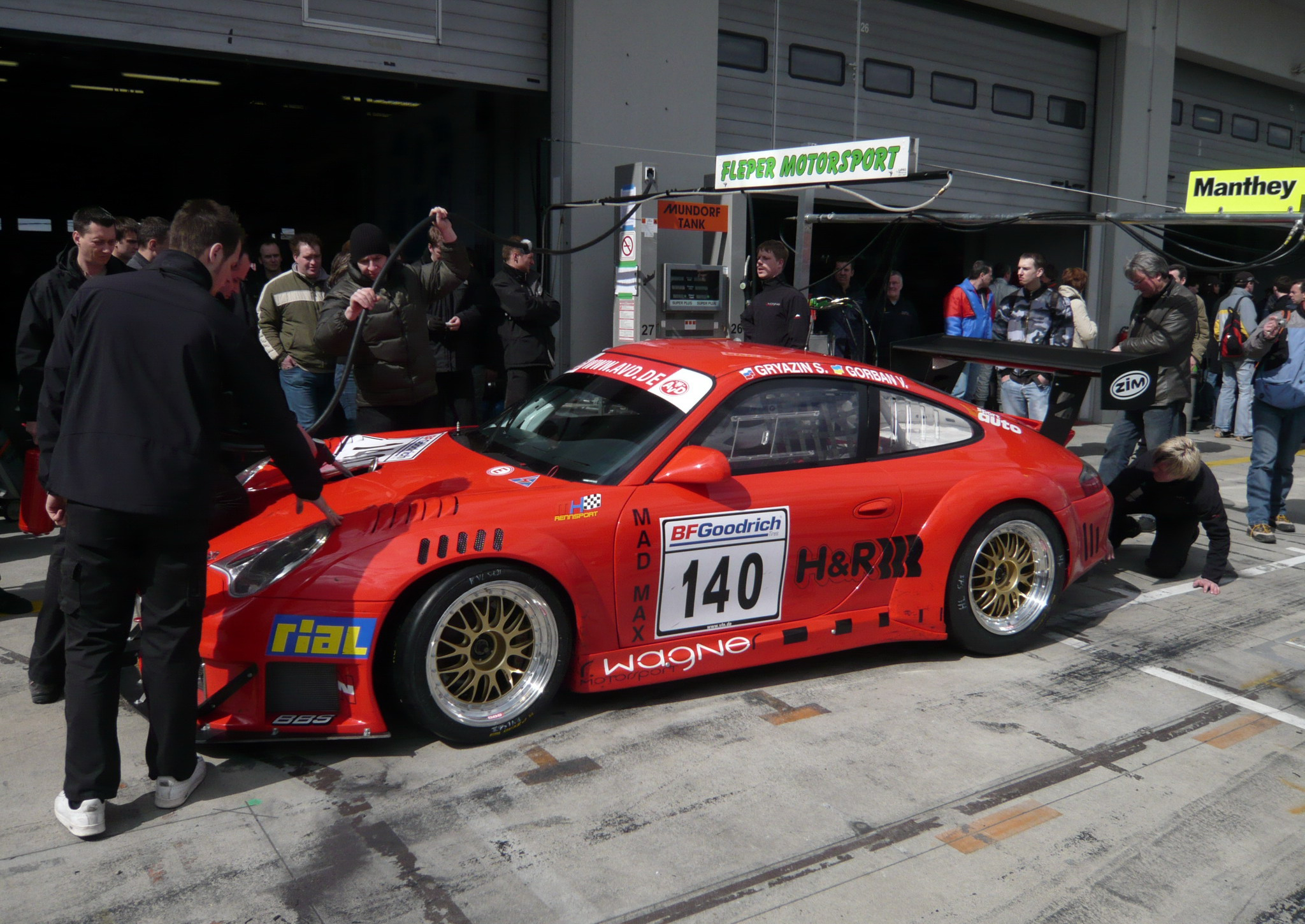
Екіпаж Валерія Горбаня та Станіслава Грязіна під час піт-стопу на першому етапі чемпіонату VLN, Нюрбургринг, Німеччина, 2008 рік

Тривалий час своєї кар'єри Валерій Горбань паралельно виступав як в ралі, так і в кільцевих перегонах. В українському чемпіонату він стартував лише двічі, однак навіть при цьому виграв 4 перегони (по дві в кожному з етапів) та став віце-чемпіоном України 2006 року в класі А3. Втім, більшість кільцевих стартів Горбаня мали місце на німецькому автодромі Нюрбургринг в рамках чемпіонату Німеччини з багатогодинних перегонів VLN.
Дебют в пергонах на витривалість припав на 2004 рік. Дебютні старти на Honda Civic принесли дві перемоги в класі.
2005 рік не приніс подіумів в класі і в наступному сезоні Валерій Горбань пересідає на BMW M3 E46. З 2006 року напарником Валерія на довгі роки стає Станіслав Грязін. У трьох перегонах сезону інтернаціональний дует виборов одну бронзу і одне срібло в класі, а фініш в першій двадцятці став звичайним явищем.
У 2007 році приходить перша спільна перемога в своєму класі, трохи пізніше і друга, три фінішу в першій десятці абсолютного заліку показали рівень екіпажу, який 2008 рік починає з чергового оновлення техніки, на цей раз в розпорядженні Валерія і Станіслава Porsche 996 RSR, техніка, яка дозволяла боротися за перемоги на Північній петлі.
У 9 гонках сезону екіпаж 6 раз фінішує в топ-10 абсолютного заліку, один раз екіпаж перебував за крок від подіуму абсолютного заліку, 4 місце так і залишилося найвищим досягненням Валерія в абсолютному заліку перегонів VLN.
У 2008 році Валерій Горбань взяв участь в культовому перегоні ADAC Zurich 24h Rennen, інтернаціональний екіпаж побачив фініш на десятому місці абсолютного заліку.
У 2009 році спільні виступи продовжити не вдалося через відмову консульства Німеччини продовжувати візу Станіславу Грязіну, лише один раз Валерій Горбань вийшов на старт в екіпажі з Олексієм Кікірешком і Ральфом Вагнером, але 2 місце в класі залишилося єдиним і на тепер останнім фінішем киянина в перегонах на витривалість..

## Громадська діяльність
Захопившись автомобільним спортом, Валерій Горбань достатньо швидко став брати активну участь в діяльності Автомобільної Федерації України (FAU) та протягом багатьох років входив в різні керівні структури цієї організації. В 2005 році Валерій увійшов до складу Президії FAU, а, починаючи з 2008 року, зосередився на розвитку ралійної дисципліни, ставши членом комітету ралі, а з 2012 року й очоливши його.
З періодом, протягом якого Горбань лишався головою комітету ралі, пов'язано найбільший розквіт цієї дисципліни: Україна приймала в себе декілька етапів Кубку Європи з ралі, проводила спільні змагання з російською та білоруською автомобільними федераціями. У 2012 році, вперше в історії українського автоспорту, країну відвідав голова комітету ралі FIA Джонатан Ешман, під час зустрічі з яким обговорювались перспективи проведення в Карпатах етапу чемпіонату світу з ралі.
За ініціативи та підтримки Валерія Горбаня в українських змаганнях було застосовано такі прогресивні нововведення як трансляція результатів змагань в режимі онлайн, мовлення спеціалізованого ралі-радіо, встановлення на автомобілі учасників з метою їхньої безпеки GPS-трекерів, заборона на більш ніж дворазове використання тих самих спецділянок та багато іншого. Завдяки цим нововведенням Україна піднялася в ралійному рейтингу World Countries Ranking с 27-го місця в 2011 році на 13-е в 2012 році, а згодом і на 5-е в 2013 році.
Попри це, на початку 2014 року, на знак незгоди з політикою керівництва FAU, Валерій Горбань пішов у відставку з усіх посад в автомобільній федерації.

## Результати в чемпіонаті світу

### Залік WRC
| Рік  | Учасник               | Автомобіль               | 1      | 2      | 3      | 4      | 5      | 6      | 7      | 8      | 9      | 10     | 11     | 12     | 13     | Поз. | Очки |
| ---- | --------------------- | ------------------------ | ------ | ------ | ------ | ------ | ------ | ------ | ------ | ------ | ------ | ------ | ------ | ------ | ------ | ---- | ---- |
| 2009 | Valeriy Gorban        | Mitsubishi Lancer Evo IX |        |        |        |        |        |        |        | POL 14 |        |        |        |        |        | н/к  | 0    |
| 2011 | Mentos Ascania Racing | Mitsubishi Lancer Evo IX | SWE 22 |        | POR 19 |        |        |        |        | FIN 40 |        | AUS 12 |        | ESP 32 | GBR 34 | н/к  | 0    |
| 2012 | Mentos Ascania Racing | Mitsubishi Lancer Evo IX |        |        |        |        | ARG 14 | GRE 14 | NZL 20 |        | GER 34 |        |        | ITA 16 | ESP 27 | н/к  | 0    |
| 2013 | Mentos Ascania Racing | Mitsubishi Lancer Evo IX |        | SWE Сх |        |        |        |        |        |        |        |        |        |        |        | н/к  | 0    |
| 2013 | Mentos Ascania Racing | MINI JCW RRC             |        |        |        | POR Сх |        | GRE 18 | ITA Сх | FIN 21 |        |        | FRA Сх |        | GBR 15 | н/к  | 0    |
| 2014 | Eurolamp WRT          | MINI JCW RRC             |        | SWE 21 |        | POR 18 | ITA 31 | POL 15 | FIN 31 |        |        |        | ESP 23 | GBR 19 |        | н/к  | 0    |
| 2015 | Eurolamp WRT          | MINI JCW RRC             |        | SWE 15 | MEX Сх |        | POR 18 | ITA 18 | POL Сх | FIN Сх |        |        |        |        | GBR 41 | н/к  | 0    |
| 2016 | Eurolamp WRT          | Mini JCW WRC             |        | SWE 24 | MEX 10 | ARG Сх | POR Сх | ITA 28 | POL 27 | FIN 21 |        |        |        | ESP 15 | GBR 38 | 25   | 1    |
| 2017 | Eurolamp WRT          | Mini JCW WRC             |        | SWE 20 | MEX 13 |        | ARG Сх | POR Сх |        | POL 16 | FIN Сх |        | ESP 24 |        |        | н/к  | 0    |

### Залік PWRC
| Рік  | Учасник               | Автомобіль               | 1     | 2     | 3     | 4     | 5     | 6     | 7     | 8     | Поз. | Очки |
| ---- | --------------------- | ------------------------ | ----- | ----- | ----- | ----- | ----- | ----- | ----- | ----- | ---- | ---- |
| 2011 | Mentos Ascania Racing | Mitsubishi Lancer Evo IX | SWE 4 | POR 5 | ARG   | FIN 6 | AUS 5 | ESP 7 | GBR 9 |       | 7-й  | 46   |
| 2012 | Mentos Ascania Racing | Mitsubishi Lancer Evo IX | MON   | MEX   | ARG 3 | GRE 1 | NZL 4 | GER 7 | ITA 3 | ESP 4 | 3-й  | 85   |

### Залік WRC 2
| Рік  | Учасник               | Автомобіль   | 1   | 2     | 3      | 4      | 5     | 6      | 7      | 8      | 9   | 10  | 11     | 12    | 13     | Поз. | Очки |
| ---- | --------------------- | ------------ | --- | ----- | ------ | ------ | ----- | ------ | ------ | ------ | --- | --- | ------ | ----- | ------ | ---- | ---- |
| 2013 | Mentos Ascania Racing | MINI JCW RRC | MON | SWE   | MEX    | POR Сх | ARG   | GRE 8  | ITA Сх | FIN 9  | GER | AUS | FRA Сх | ESP   | GBR 7  | 28   | 12   |
| 2014 | Eurolamp WRT          | MINI JCW RRC | MON | SWE 7 | MEX    | POR 8  | ARG   | ITA 15 | POL 4  | FIN 7  | GER | AUS | FRA    | ESP 6 | GBR 7  | 10   | 42   |
| 2015 | Eurolamp WRT          | Mini JCW RRC | MON | SWE 3 | MEX Сх | ARG    | POR 8 | ITA 10 | POL Сх | FIN Сх | GER | AUS | FRA    | ESP   | GBR 15 | 19   | 20   |

### Залік WRC-Trophy
| Рік  | Учасник      | Автомобіль   | 1   | 2     | 3     | 4   | 5      | 6      | 7   | 8     | 9      | 10  | 11    | 12  | 13  | Поз. | Очки |
| ---- | ------------ | ------------ | --- | ----- | ----- | --- | ------ | ------ | --- | ----- | ------ | --- | ----- | --- | --- | ---- | ---- |
| 2017 | Eurolamp WRT | Mini JCW WRC | MON | SWE 1 | MEX 1 | COR | ARG Сх | POR Сх | ITA | POL 1 | FIN Сх | GER | ESP 1 | GBR | AUS | 2    | 100  |

### Подіуми на етапах чемпіонату світу
| # | Ралі           | Сезон | Залік      | Місце | Штурман         | Автомобіль               |
| - | -------------- | ----- | ---------- | ----- | --------------- | ------------------------ |
| 1 | Ралі Польщі    | 2009  | N4         | 3     | Євген Леонов    | Mitsubishi Lancer Evo IX |
| 2 | Ралі Аргентини | 2012  | PWRC       | 3     | Андрій Ніколаєв | Mitsubishi Lancer Evo IX |
| 3 | Ралі Акрополіс | 2012  | PWRC       | 1     | Андрій Ніколаєв | Mitsubishi Lancer Evo IX |
| 4 | Ралі Італії    | 2012  | PWRC       | 3     | Андрій Ніколаєв | Mitsubishi Lancer Evo IX |
| 5 | Ралі Швеції    | 2015  | WRC2       | 3     | Володимир Корся | Mini JCW RRC             |
| 6 | Ралі Швеції    | 2017  | WRC Trophy | 1     | Сергій Ларенс   | Mini JCW WRC             |
| 7 | Ралі Мексики   | 2017  | WRC Trophy | 1     | Сергій Ларенс   | Mini JCW WRC             |
| 8 | Ралі Польщі    | 2017  | WRC Trophy | 1     | Сергій Ларенс   | Mini JCW WRC             |
| 9 | Ралі Іспанії   | 2017  | WRC Trophy | 1     | Сергій Ларенс   | Mini JCW WRC             |